# Explosiones en el puerto de Beirut de 2020
Las explosiones en el puerto de Beirut tuvieron lugar en la capital libanesa el martes 4 de agosto de 2020. Afectaron al puerto y sus inmediaciones y dejaron 218 muertos, 7500 heridos y nueve desaparecidos.
El director general de Seguridad General del Líbano, Abbas Ibrahim, declaró que la explosión principal estaba relacionada con aproximadamente 2750 toneladas de nitrato de amonio, que habían sido confiscadas por orden judicial a una embarcación en 2014 y que habían estado almacenadas en un almacén del puerto sin las medidas de seguridad adecuadas. Se cree que la explosión tuvo efectos equivalentes a tres mil toneladas de TNT. La explosión fue precedida por un incendio en ese almacén, pero la causa exacta de la detonación aún está bajo investigación.
La explosión también se sintió en Turquía, Siria, Israel, Palestina, partes de Europa, y se escuchó en Chipre, a más de 240 km (150 millas) de distancia. Fue detectado por el Servicio Geológico de Estados Unidos como un evento sísmico de magnitud 3.3, y se considera una de las explosiones artificiales no nucleares más poderosas de la historia.
El gobierno libanés declaró un estado de emergencia de dos semanas en respuesta al desastre. A raíz de ello, estallaron protestas en todo el Líbano contra el gobierno por su incapacidad para prevenir el desastre, uniéndose a una serie más grande de protestas que han tenido lugar en todo el país desde 2019.

## Contexto
La economía del Líbano se encontraba en un estado de crisis antes del incidente con el gobierno incumpliendo el pago de sus deudas, la libra libanesa en un estado de hiperinflación y un índice de pobreza de más del 50 %. Adicionalmente, la pandemia de COVID-19 llevó a los hospitales al límite de su ocupación; algunos de los cuales tenían ya escasos suplementos médicos debido a la crisis financiera.
El puerto de Beirut es el principal puerto en el Líbano. Se encuentra en la parte oriental de la bahía de San Jorge, en la costa mediterránea, y al oeste del río Beirut. Es uno de los puertos más grandes y concurridos del Mediterráneo Oriental, siendo operado y administrado por una entidad conocida como Gestión y Explotación del Puerto de Beirut (GEPB), que es la Autoridad Portuaria de Beirut. Las operaciones de la terminal de contenedores se subcontratan a un consorcio privado llamado Consorcio Terminal de Contenedores de Beirut (BCTC).

### Mv Rhosus
El 23 de septiembre de 2013, el barco MV Rhosus, con bandera de Moldavia y de propiedad rusa, zarpó desde Batumi, Georgia, con rumbo a Beira, Mozambique, cargado con 2750 toneladas de nitrato de amonio. Algunas fuentes sostienen que en octubre tuvieron problemas de motor por lo que tuvieron que anclar en Beirut. Otras fuentes indican que la propiedad no tenía fondos para pagar el paso por el canal de Suez, por lo que intentó recoger un cargamento de maquinaria pesada en Beirut. La maquinaria se apiló sobre las puertas del espacio de carga que contenía el nitrato de amonio causando que las puertas se doblaran, dañando el barco. Después de una inspección por parte de la autoridad portuaria, el Rhosus se declaró no apto para navegar por lo que se le prohibió hacerlo, ocho ucranianos y un ruso se hallaban a bordo, y con la ayuda del cónsul ucraniano, cinco miembros de la tripulación pudieron regresar, dejando a otros cuatro en el barco.
El dueño de la nave, el empresario ruso con sede en Chipre, Igor Grechushkin entró en bancarrota y, cuando todos perdieron su interés en el navío, lo abandonaron. Al Rhosus se le agotaron las provisiones, mientras que a la tripulación se le prohibió desembarcar debido a las restricciones migratorias. Los acreedores también obtuvieron tres órdenes judiciales para embargar el barco. Varios abogados abogaron por la repatriación de la tripulación por razones humanitarias, y un juez les permitió regresar a sus países de origen después de estar atascados por aproximadamente un año en Beirut. Por orden del juez, la carga se decomisó y se llevó al hangar número 12 del puerto, donde permaneció durante los siguientes seis años.
Varios oficiales de aduanas solicitaron mediante cartas una salida para la carga confiscada, proponiendo que fuera exportada, donada al ejército libanés o vendido a una compañía privada en el Líbano. Las cartas fueron enviadas en 2014, 2015, 2016 y 2017. Aquella que fue enviada en 2016, notó que los jueces no habían dado respuesta y «suplicaron» por una solución.

## Explosiones

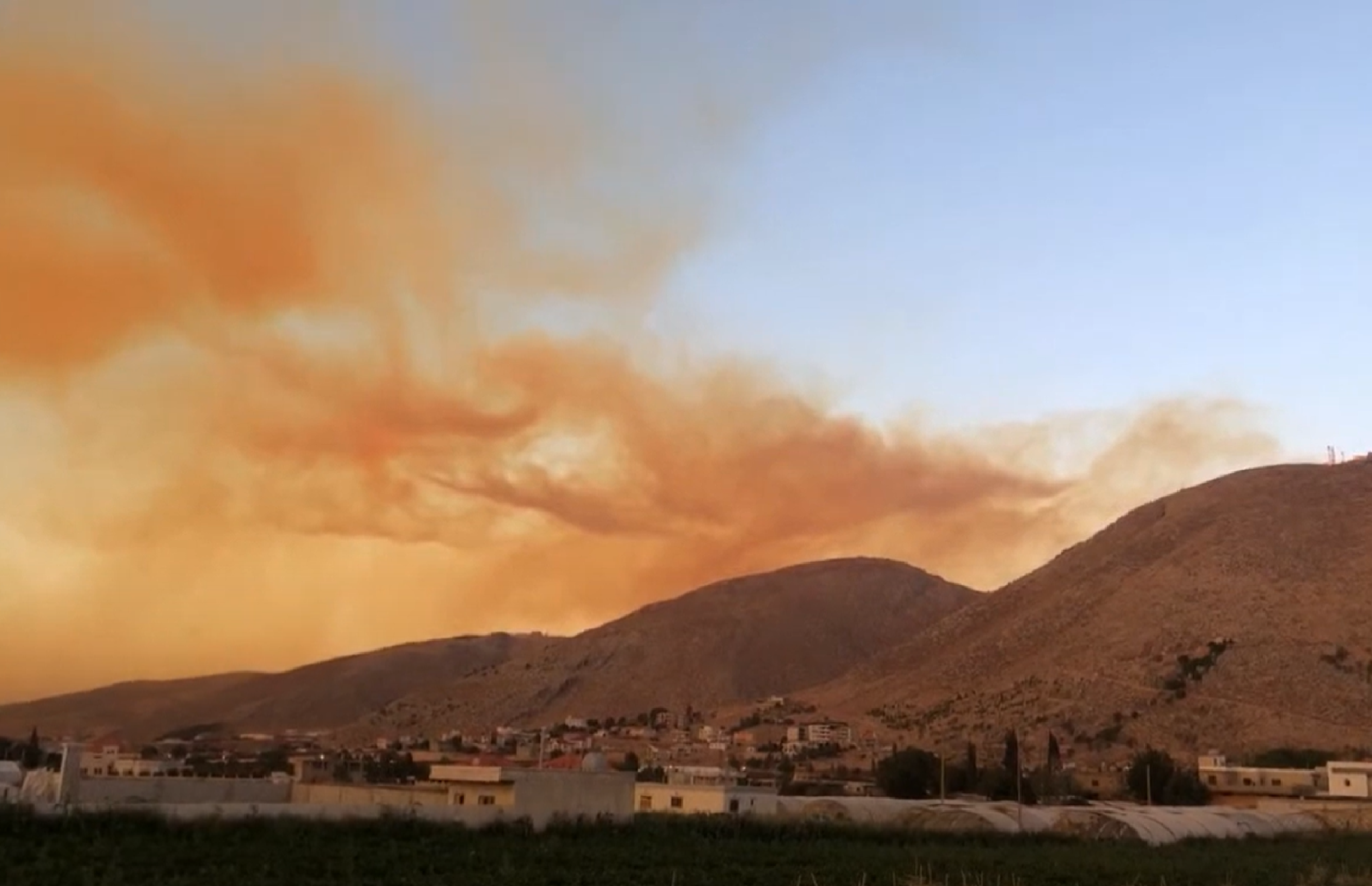
Humo rojo producto del nitrato de amonio que salió en la segunda explosión, visto sobre el cielo del Líbano.

La primera explosión, más pequeña, envió una nube de humo sobre los fuegos y creó luces intermitentes que se asemejan a fuegos artificiales. La segunda explosión fue mucho más sustancial y ocurrió aproximadamente a las 18:08:18 (hora local). Remeció el centro de Beirut y lanzó una nube rojiza de polvo al aire.
Una primera explosión generó una nube de humo que se elevó por encima del fuego, acompañada de sonidos parecidos a la detonación de pirotecnia, que fueron escuchados y captados por diversos vídeos publicados en redes sociales. La segunda explosión, también difundida, sacudió el centro de la ciudad y causó una nube de Wilson compuesta de humo y polvo que se elevó varios centenares de metros. La explosión fue escuchada en lugares tan distantes como Chipre, a 240 kilómetros de distancia.
El Observatorio Sismológico de Jordania estimó la energía liberada por la explosión con la de un sismo de magnitud 4.5; el cual es equivalente a unas 83 toneladas de TNT. En tanto el Servicio Geológico de los Estados Unidos informó que la explosión se midió como un terremoto de magnitud 3.3.

## Daños materiales
La explosión volcó vehículos y despojó a edificios con estructura de acero de su revestimiento. Dentro del área del puerto, la explosión destruyó parte de la costa y dejó un cráter de 120 metros de diámetro. Testigos afirmaron que casas y edificios a 10 kilómetros de distancia sufrieron daños producto de la onda de choque. El segundo silo más grande de la ciudad se destruyó, exacerbando así la hambruna causada por la epidemia de coronavirus y la crisis económica. Cerca de 15 000 toneladas de grano se destruyeron, lo que representa aproximadamente el 85% de las reservas de grano de la ciudad, dejando así al país con menos de un mes de alimentos en reserva. Se estimó que 300 000 personas se quedaron sin hogar debido a las explosiones.
El daño se extendió por más de la mitad de la ciudad de Beirut, con reportes de que los costos de reparación totales serán de más de diez mil millones de dólares, se destruyeron 90% de los hoteles de Beirut, y 3 hospitales se destruyeron completamente, mientras que otros dos sufrieron graves daños. Docenas de heridos que fueron llevados a hospitales cercanos no pudieron ser atendidos por culpa del daño que la explosión causó a los hospitales. Se destruyeron ventanas en toda la ciudad, y en un radio de 10 kilómetros las casas se encuentran inhabitables.
El Hospital de San Jorge, el cual está a menos de 1 kilómetro del lugar de la explosión, se vio obligado a atender a los pacientes en la calle, debido al daño del edificio. Varios niños con cáncer presentaban heridas por los vidrios que volaron, y murieron varios miembros del personal. En pocas horas, el hospital dio de alta a todos sus pacientes y cerró.
Trabajadores del sector salud dijeron que las reservas de vacunas y medicinas de la nación se hallaban almacenadas en el área del puerto, y estaban preocupados, porque muchas de las estructuras en la zona presentaron daños. Centros de salud en todo el país dependen en los cientos de miles de dosis que se hallaban en el puerto.
The Daily Star, un diario libanés, reportó que su sede se destruyó parcialmente y que en varias partes el techo colapsó, las ventanas estallaron y hubo daño en el mobiliario.
Varias galerías de arte quedaron dañadas. Entre ellas, las más afectadas fueron la galería Marfa y la galería Tanit. Las puertas y ventanas del museo Sursock quedaron destrozadas, varios techos colapsaron y varias obras de arte (entre ellas, dos cerámicas) fueron destruidas.
Varias embajadas, como la de Argentina, la de los Países Bajos, la de Finlandia y la de Austria sufrieron graves daños. En la embajada de Australia, se reportó la muerte de una persona, al igual que en la de los Países Bajos. Otras embajadas, como la de Corea del Sur, la de Hungría, la de Rusia, la de Kazajistán, la de Turquía, la de Rumanía, la de Chipre, y la de Brasil reportaron daños menores y algunos heridos.
El aeropuerto internacional Rafic Hariri, ubicado aproximadamente a 10 km del lugar de la explosión, sufrió daños moderados en las instalaciones de su terminal. Se destruyeron puertas y ventanas, y las tejas del techo se soltaron por la onda de choque, cortando los cables eléctricos. A pesar de los daños, los vuelos al aeropuerto se reanudaron tras la explosión.

### Transporte marítimo
El crucero Orient Queen, que estaba atracado en el puerto, sufrió graves daños. Dos miembros de la tripulación murieron y varios a bordo sufrieron heridas. El barco zozobró en la noche.
La corbeta de la marina bangladesí BNS Bijoy, que participó en la Fuerza Provisional de las Naciones Unidas para el Líbano, también se dañó. La embarcación se encontraba muy cerca del lugar de la explosión.
El carguero de ganado Jouri estaba cerca del epicentro de la explosión. El buque de carga Mero Star se vio afectado. El barco de carga Raouf H fue el que se hallaba más cerca del sitio de la catástrofe. El Sistema de Identificación Automática de estas embarcaciones dejó de transmitir al momento de la explosión. El carguero CMA CGM Lyra se hallaba a 1.5 kilómetros y no tuvo ningún daño.
Las oficinas de Hapag-Lloyd en Beirut se destruyeron y las de CMA CGM quedaron gravemente dañadas. Uno de sus empleados se reportó perdido y otro herido.

### Víctimas
Después de la gran explosión, muchas personas heridas quedaron en el suelo. Medios locales y el ministro de Salud del Líbano, Hamad Hassan, indicaron que se temía que hubiese muchas víctimas, por la magnitud y extensión de la explosión. Posteriormente, Hassan informó que centenares de personas habían resultado heridas. Testigos presenciales dijeron a la cadena LBC que los hospitales estaban abarrotados de personas heridas, y que decenas de ellas no habían podido recibir atención médica.
El último informe oficial (30 de agosto) dio un total de 190 muertos, más de 6.500 heridos y tres desaparecidos.

## Causa

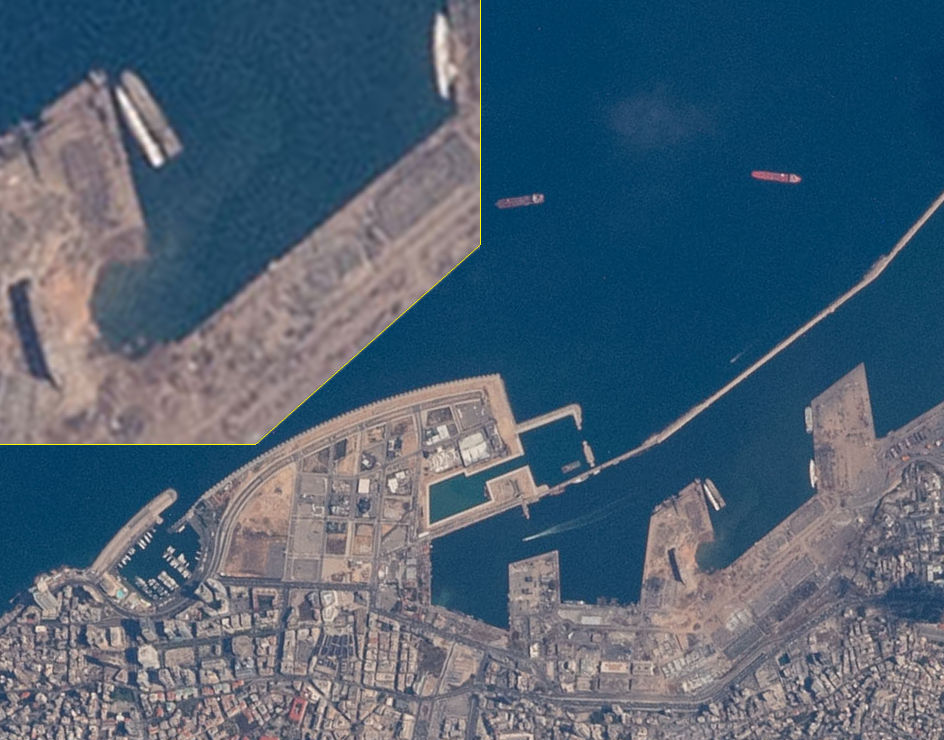
El puerto de Beirut visto desde la Estación Espacial Internacional una semana después del desastre, con una vista ampliada del cráter de la explosión (arriba a la izquierda).

La causa de las explosiones no se determinó de inmediato. Los medios estatales informaron inicialmente que las explosiones tuvieron lugar en un almacén de fuegos artificiales, mientras que otros informaron que fue en una instalación de almacenamiento de petróleo o una instalación de almacenamiento de productos químicos. Había almacenes en el puerto que almacenaban explosivos y productos químicos, incluidos nitratos, componentes comunes de fertilizantes y explosivos. El director general de Seguridad Pública declaró que la explosión fue causada por 2750 toneladas de nitrato de amonio que fue confiscado y almacenado por orden judicial durante 6 años. Una fuente de seguridad ha declarado que la explosión fue causada durante un trabajo de soldadura en un agujero en el almacén.

## Operaciones de mitigación y rescate
La Cruz Roja Libanesa informó que todas sus ambulancias disponibles al norte del Líbano, Valle de la Becá y sur del país fueron dirigidas a Beirut para ayudar a los heridos. Varios helicópteros fueron usados para extinguir los incendios causados por las explosiones. De acuerdo a la organización, un total de 75 ambulancias y 375 médicos fueron enviados como respuesta a la explosión. El presidente afirmó que el gobierno gastaría más de 100 millones de libras (66 millones de dólares aprox.) en las operaciones de búsqueda y rescate. La aplicación de transporte Careem ofreció viajes gratis para aquellos interesados en ir a donar sangre. Voluntarios organizaron la limpieza de escombros y dueños de negocios locales se ofrecieron a limpiar edificios gratuitamente vista la ausencia de una acción de limpieza estatal.
La fundación Ayuda a la Iglesia Necesitada ofreció en un inicio un paquete de alimentos de emergencia de 250,000€ y subvencionó ayudas para las familias pobres más afectadas. A raíz de la explosión, ha incluido entre sus ayudas la colaboración en la reconstrucción de hogares, iglesias, hospitales y paquetes de alimentos como ayuda a la emergencia económica y sanitaria que están viviendo en el país. 
El ministro de salud solicitó ayuda internacional, solicitud a la cual varios países, incluyendo Israel respondieron (Israel a través de terceros, ya que las relaciones diplomáticas están cortadas) suministros médicos poco después de la explosión.

## Motivos potenciales
La explosión ocurrió en momentos delicados para el país, al acercarse el fin del juicio por el asesinato del ex primer ministro Rafiq Hariri en 2005. Después de la explosión en el puerto, se reportó una segunda explosión en la residencia de Hariri, aunque las autoridades no han informado de algún nexo entre ambos incidentes.

## Reacciones
El primer ministro del Líbano, Hassan Diab, anunció un día de luto nacional en honor a las víctimas del incidente. El gobernador de Beirut, Marwan Abboud, rompió en lágrimas en televisión, calificando lo ocurrido como «una catástrofe nacional». Michel Aoun, el presidente del Líbano, declaró que el gobierno iba a proveer auxilio a los desplazados, y el ministro de salud expresó que se iban a hacer cargo de los gastos médicos de los afectados.
Representantes de varios países ofrecieron su ayuda, mientras que Israel y Hezbolá negaron cualquier tipo de participación en la explosión.
El presidente de Francia, Emmanuel Macron visitó Beirut el 6 de agosto, siendo el primer jefe de Estado en visitar la ciudad tras el desastre.

### Ayuda humanitaria

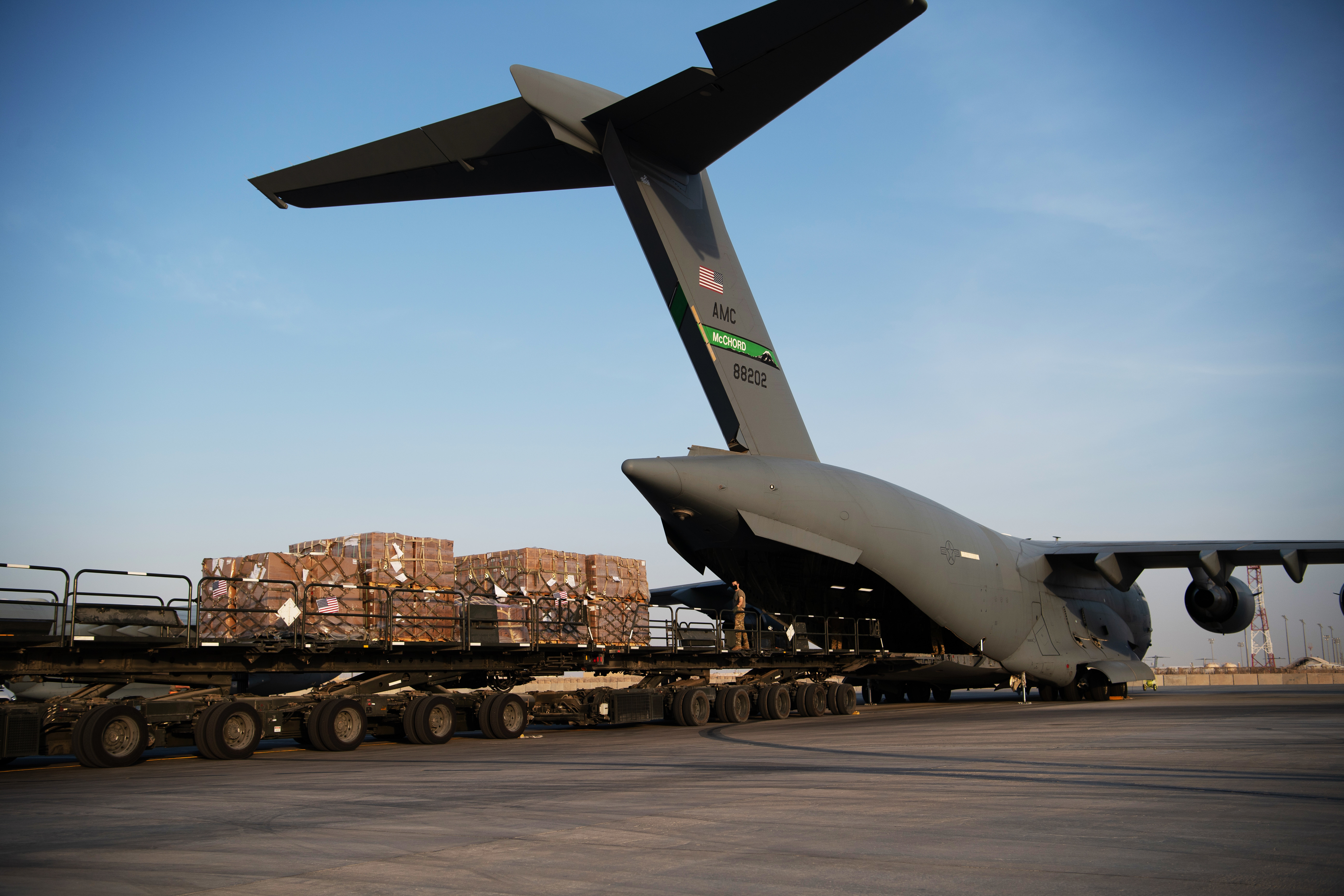
Fuerza Aérea de los Estados Unidos, suministro de servicios médicos.

La Media Luna Roja Turca desplegó un equipo de asistencia de cuatro personas a Beirut. Irán envío un cargamento de 95 toneladas de ayuda humanitaria, equipamiento médico y un hospital de campaña a Líbano.
La fundación Ayuda a la Iglesia Necesitada envió paquetes de alimentos ante la emergencia y sigue colaborando en la reconstrucción de hogares, hospitales e iglesias afectadas por la explosión. 
Rusia envió ayuda humanitaria y especialistas en epidemiología al Líbano.
Azerbaiyán ofreció 1 millón de dólares de asistencia financiera al Líbano para eliminar las consecuencias de la tragedia.
El Proyecto Nightfall recaudó $ 24.000 en recursos para los afectados en la explosión.

### Protestas
El 6 de agosto estallaron las protestas en contra del gobierno libanés. El 8 de agosto Hassan Diab, primer ministro del país, propuso adelantar las elecciones. Finalmente, el 10 de agosto Diab renunció a su cargo.